# Dubai Tour
Dubai Tour var et etapeløb i landevejscykling for herrer, afholdt i Dubai, Forenede Arabiske Emirater som del af UCI Asia Tour. Løbet blev for første gang arrangeret i 2014 som et firedages etapeløb. 
I 2019 fusionerede Dubai Tour med Abu Dhabi Tour, for at blive til UAE Tour.

## Vindere
| År   | Vinder         | Toer              | Treer             |
| ---- | -------------- | ----------------- | ----------------- |
| 2014 | Taylor Phinney | Steve Cummings    | Lasse Norman Leth |
| 2015 | Mark Cavendish | John Degenkolb    | Juan José Lobato  |
| 2016 | Marcel Kittel  | Giacomo Nizzolo   | Juan José Lobato  |
| 2017 | Marcel Kittel  | Dylan Groenewegen | John Degenkolb    |
| 2018 | Elia Viviani   | Magnus Cort       | Sonny Colbrelli   |